# Pływanie na Letnich Igrzyskach Olimpijskich 1948 – 100 m stylem dowolnym mężczyzn
Pływanie na 100 metrów stylem dowolnym mężczyzn był jedną z konkurencji pływackich rozgrywanych podczas XIV Igrzysk Olimpijskich w Londynie. Wyścigi eliminacyjne i półfinałowe rozegrane zostały 30 lipca 1948 roku, zaś finał – 31 lipca 1948 roku. Mistrzem olimpijskim w tej konkurencji został Amerykanin Walter Ris. W rywalizacji wzięło udział 41 pływaków z 19 reprezentacji.
Bez względu na to, iż rekordzistą świata był Amerykanin Alan Ford, powszechnie uznawanym kandydatem do złota był nastoletni francuski kolos, Alexandre Jany. Jany bez problemów awansował do finału, gdzie czekało na niego trio Amerykanów. Francuz rozpoczął szybko i prowadził po pierwszych 50 metrach. Jednak tempo, które narzucił było zbyt szybkie nawet na niego i w drugiej części wyścigu znacznie osłabł. Prowadzenie na kolejnych objął Ford, lecz na 20 metrów przed metą został wyprzedzony przez kolegę z reprezentacji, Waltera Risa, który ostatecznie zdobył złoty medal. Ford zdobył srebro, choć bardziej to zawdzięcza brązowemu medaliście Węgrowi Gézie Kádasowi, który uderzył w linę oddzielającą toru przy końcu całego wyścigu. Siostra Jany'ego, Ginette, była do tego stopnia przytłoczona całą rywalizacją, że zemdlała i musiała zostać wyprowadzona ze stadionu.

## Rekordy
Przed zawodami rekord świata i rekord olimpijski wyglądały następująco:
| Rekord            | Zawodnik         | Czas | Miejsce   | Data            |       |
| ----------------- | ---------------- | ---- | --------- | --------------- | ----- |
| Rekord świata     | Alan Ford        | 55,4 | New Haven | 29 czerwca 1948 | [ 1 ] |
| Rekord olimpijski | Masaharu Taguchi | 57,5 | Berlin    | 8 sierpnia 1936 | [ 2 ] |

W trakcie zawodów ustanowiono następujące rekordy:
| Data     | Etap konkurencji | Zawodnik   | Czas | Rekord |
| -------- | ---------------- | ---------- | ---- | ------ |
| 30 lipca | półfinał 2       | Walter Ris | 57,5 | =      |
| 31 lipca | finał            | Walter Ris | 57,3 | OR     |

## Eliminacje
Wyścig 1
| Miejsce | Zawodnik         | Czas   | Uwagi |
| ------- | ---------------- | ------ | ----- |
| 1       | Alexandre Jany   | 58,1   | Q     |
| 2       | Bruce Bourke     | 59,1   | Q     |
| 3       | Elemér Szatmári  | 59,7   | q     |
| 4       | Olle Johansson   | 1:01,0 |       |
| 5       | Plauto Guimarães | 1:03,7 |       |
| 6       | Isidoro Pérez    | 1:04,0 |       |
| 7       | Isaac Monsoor    | 1:06,4 |       |

Wyścig 2
| Miejsce | Zawodnik         | Czas   | Uwagi |
| ------- | ---------------- | ------ | ----- |
| 1       | Keith Carter     | 58,7   | Q     |
| 2       | Per-Olof Olsson  | 59,0   | Q     |
| 3       | Zoltán Szilárd   | 59,8   | q     |
| 4       | Manuel Guerra    | 1:00,7 |       |
| 5       | Augusto Cantón   | 1:01,8 |       |
| 6       | Nicasio Silverio | 1:02,0 |       |
| 7       | Patrick Kendall  | 1:02,1 |       |
| 8       | Dilip Mitra      | 1:06,9 |       |

Wyścig 3
| Miejsce | Zawodnik          | Czas   | Uwagi |
| ------- | ----------------- | ------ | ----- |
| 1       | Géza Kádas        | 58,2   | Q     |
| 2       | Alberto Isaac     | 1:00,1 | Q     |
| 3       | Warren Boyd       | 1:00,4 | q     |
| 4       | Ali Ahmed Bagdadi | 1:02,4 |       |
| 5       | Eric Jubb         | 1:02,8 |       |
| 6       | Sachin Nag        | 1:03,8 |       |

Wyścig 4
| Miejsce | Zawodnik                    | Czas   | Uwagi |
| ------- | --------------------------- | ------ | ----- |
| 1       | Horacio White               | 1:00,2 | Q     |
| 2       | Aram Boghossian             | 1:00,9 | Q     |
| 3       | Jesús Domínguez             | 1:01,3 |       |
| 4       | Dorri Said                  | 1:02,5 |       |
| 5       | Fernand Martinaux           | 1:04,2 |       |
| 6       | Panagiotis Khatzikyriakakis | 1:07,4 |       |

Wyścig 5
| Miejsce | Zawodnik         | Czas   | Uwagi |
| ------- | ---------------- | ------ | ----- |
| 1       | Walter Ris       | 58,1   | Q     |
| 2       | Ronald Stedman   | 1:01,3 | Q     |
| 3       | Henri Padou      | 1:01,5 |       |
| 4       | Sérgio Rodrígues | 1:01,6 |       |
| 5       | Wu Chuanyu       | 1:03,5 |       |
| 6       | Derek Oatway     | 1:08,6 |       |

Wyścig 6
| Miejsce | Zawodnik         | Czas   | Uwagi |
| ------- | ---------------- | ------ | ----- |
| 1       | Alan Ford        | 59,2   | Q     |
| 2       | Taha El-Gamal    | 59,7   | Q     |
| 3       | Martin Lundén    | 1:00,2 | q     |
| 4       | Peter Salmon     | 1:01,0 |       |
| 5       | Ari Guðmundsson  | 1:01,6 |       |
| 6       | Trevor Harrop    | 1:02,3 |       |
| 7       | Raúl García      | 1:02,5 |       |
| 8       | Walter Schneider | 1:05,1 |       |

## Półfinały
Wyścig 1
| Miejsce | Zawodnik        | Czas   | Uwagi |
| ------- | --------------- | ------ | ----- |
| 1       | Keith Carter    | 57,6   | Q     |
| 2       | Alexandre Jany  | 57,9   | Q     |
| 3       | Zoltán Szilárd  | 59,6   | Q     |
| 4       | Taha El-Gamal   | 59,9   | Q     |
| 5       | Bruce Bourke    | 1:00,0 |       |
| 6       | Martin Lundén   | 1:00,2 |       |
| 7       | Alberto Isaac   | 1:00,4 |       |
| 8       | Aram Boghossian | 1:01,0 |       |

Wyścig 2
| Miejsce | Zawodnik        | Czas   | Uwagi |
| ------- | --------------- | ------ | ----- |
| 1       | Walter Ris      | 57,5   | Q =   |
| 2       | Alan Ford       | 57,8   | Q     |
| 3       | Géza Kádas      | 58,0   | Q     |
| 4       | Per-Olof Olsson | 59,1   | Q     |
| 5       | Horacio White   | 1:00,4 |       |
| 6       | Elemér Szatmári | 1:00,5 |       |
| 7       | Ronald Stedman  | 1:01,0 |       |
| 8       | Warren Boyd     | 1:01,1 |       |

## Finał

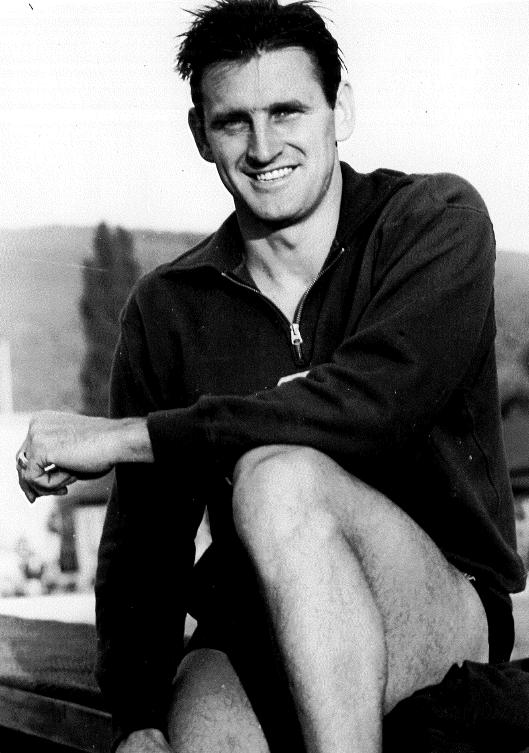
Zdobywca złotego medalu Walter Ris

| Miejsce | Zawodnik        | Czas   |
| ------- | --------------- | ------ |
| 1       | Walter Ris      | 57,3   |
| 2       | Alan Ford       | 57,8   |
| 3       | Géza Kádas      | 58,1   |
| 4       | Keith Carter    | 58,3   |
| 5       | Alexandre Jany  | 58,3   |
| 6       | Per-Olof Olsson | 59,3   |
| 7       | Zoltán Szilárd  | 59,6   |
| 8       | Taha El-Gamal   | 1:00,5 |